# Basilica di Nostra Signora della Candelaria

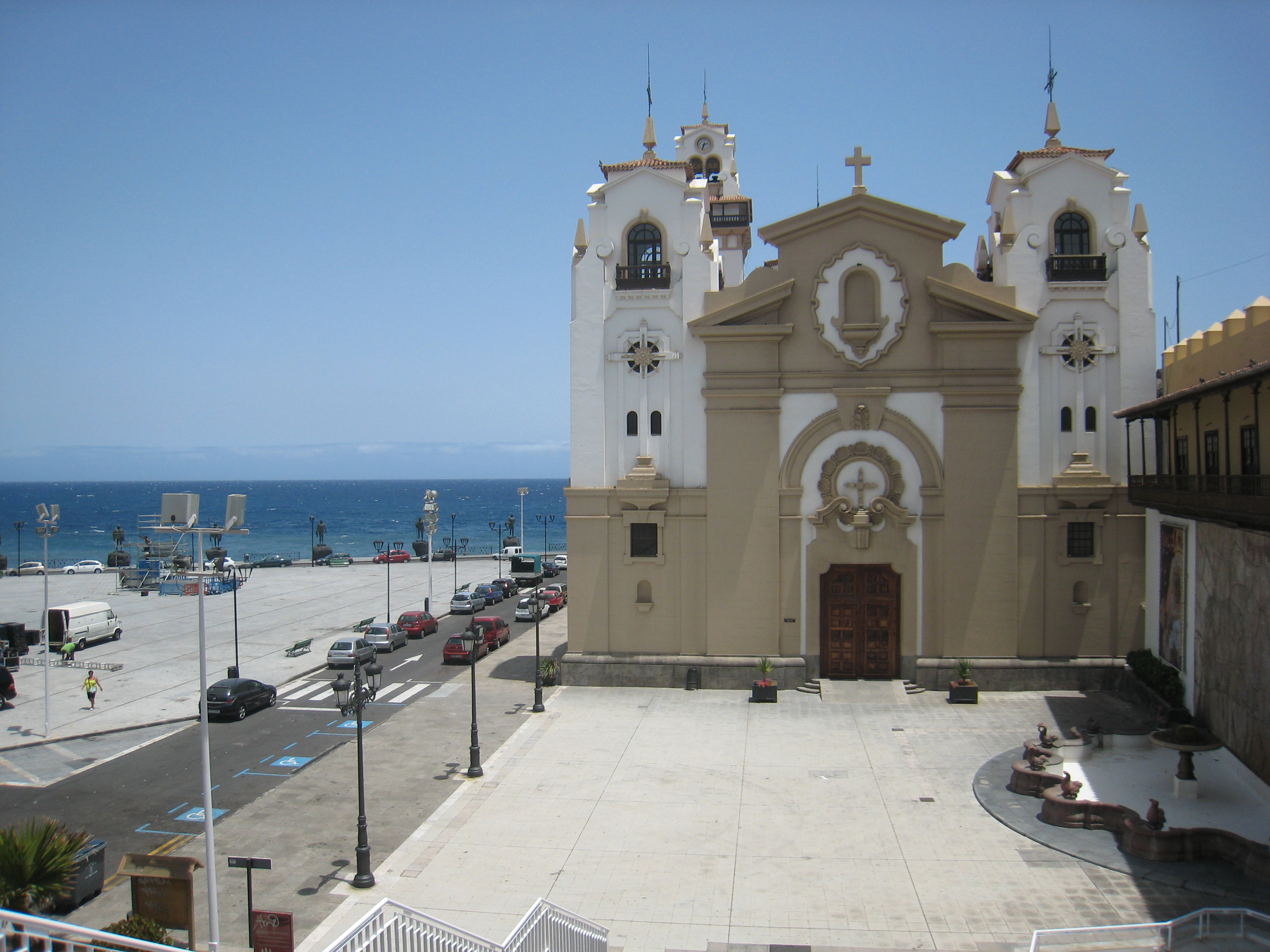
La facciata

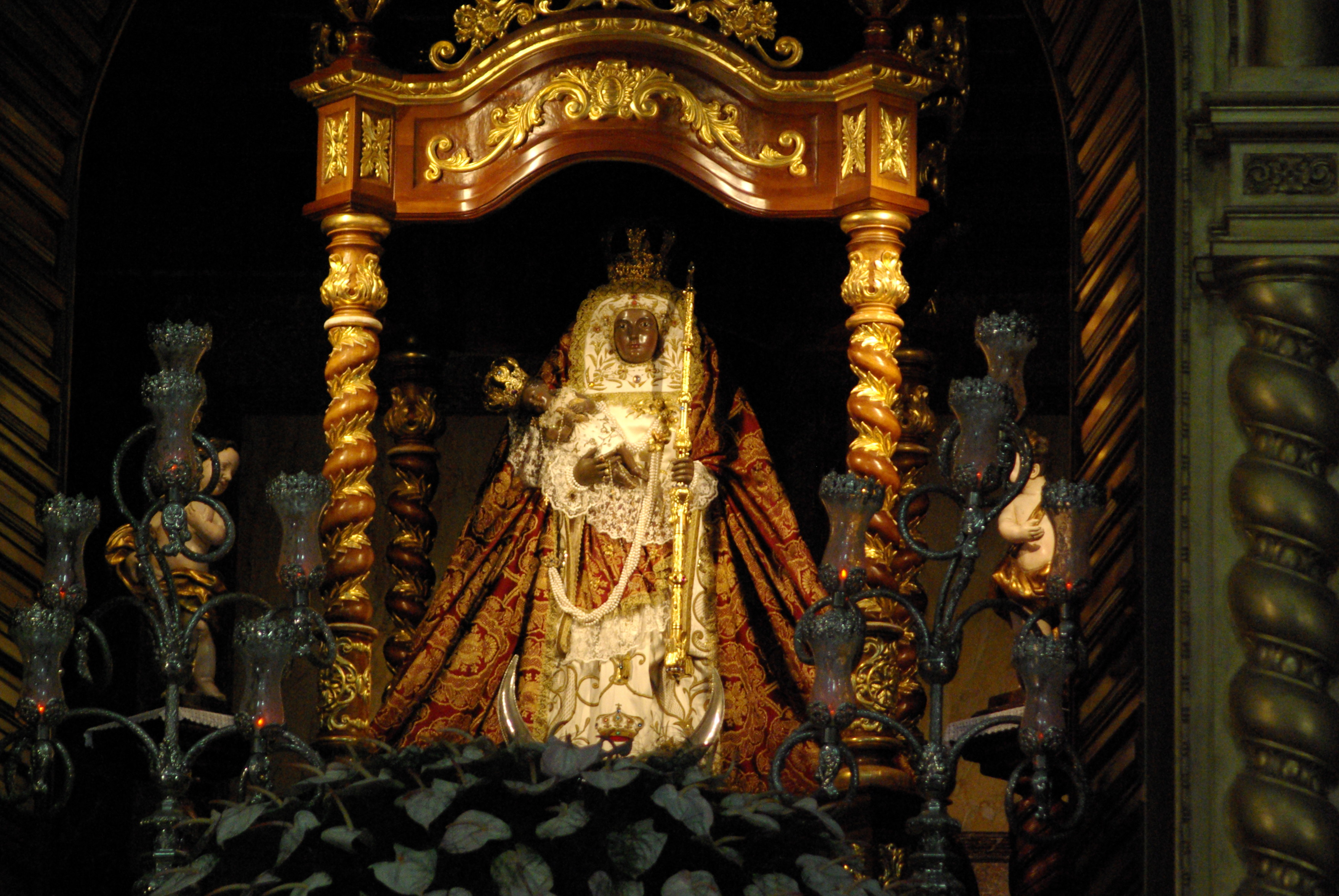
Madonna della Candelaria, patrona delle Canarie.

La basilica e real santuario mariano di Nostra Signora della Candelaria (in spagnolo Basílica y Real Santuario Mariano de Nuestra Señora de la Candelaria) è il primo tempio mariano delle isole Canarie. Si trova nell'isola di Tenerife, nel municipio di Candelaria. Situata a 20 chilometri a sud del capoluogo dell'isola, Santa Cruz de Tenerife, la basilica a sua volta si trova nella parte meridionale di Candelaria, lungo il mare.
La basilica di Nostra Signora della Candelaria è il più visitato santuario delle isole Canarie e uno dei più visitati in Spagna, con oltre 2,5 milioni di visitatori ogni anno.
Ogni 2 febbraio e 14 e 15 agosto la basilica accoglie migliaia di pellegrini che vogliono passare nella città mariana il giorno della sua festa principale. La basilica della Candelaria è stata dichiarata dal governo regionale delle Canarie bene di interesse culturale. L'edificio è opera dell'architetto José Enrique Marrero Regalado.
Anche il nome del municipio dove si trova la basilica deriva dalla Madonna della Candelaria, patrona delle Canarie. A fianco della basilica e unita a essa si trova il convento dei domenicani, l'ordine religioso a cui è affidato il santuario. Il convento ospita il Museo di arte sacra. Oltre all'immagine della Vergine, un altro elemento notevole dell'interno della basilica sono le pitture murali. Sono pure famose le sculture dei nove mencey di Tenerife, situate nella piazza che affianca la basilica.

## Culto
La basilica è dedicata a Nostra Signora della Candelaria, patrona principale dell'arcipelago canario, e sindaco onorario di tutti i comuni di Tenerife. Qui i cattolici delle isole Canarie pregano davanti all'immagine per la quale sentono una grande devozione e chiamano affettuosamente con il soprannome di Morenita, ma curiosamente anche alcuni indù si recano in questo tempio per venerare la Vergine Nera. I cattolici attribuiscono all'apparizione della Vergine un ruolo nell'evangelizzazione delle isole.
La statua della Candelaria è una Madonna nera, si trova nella parte alta di un altare a camerino, al quale i fedeli possono accedere alcune volte al giorno alla fine delle messe. La statua porta Gesù Bambino sul braccio destro e una candela nella mano sinistra. La Madonna della Candelaria sta su un trono ligneo con motivi vegetali dorati e circondata da due angeli, ai piedi ha una mezzaluna che allude ad Apocalisse 12,1. L'effigie della Madonna, che non è una statua a tutto tondo, ma ha scolpite solo il volto e le mani, viene rivestita con manti di differenti colori, secondo il calendario liturgico. Nelle date prossime al 2 febbraio e al 15 agosto (le feste principali), la statua è calata segretamente dal camerino per collocarla su un trono processionale rivestito in argento a sbalzo.
Nel 1559 papa Clemente VIII dichiarò la Madonna della Candelaria patrona delle Canarie.
Il 7 novembre 1826, l'effigie originaria della Candelaria fu perduta in un forte temporale, cosicché i domenicani commissionarono una nuova statua allo scultore Fernando Estévez de Salas. Nel 1830 la nuova effigie fu benedetta.
Il 12 dicembre 1867, papa Pio IX dichiarò la Madonna della Candelaria patrona principale dell'arcipelago canario. Il 13 ottobre 1889 l'immagine è incoronata canonicamente - quinta immagine mariana di Spagna - dal vescovo di Tenerife Ramón Torrijos.
In un primo momento la Vergine è stata venerata dai guanci nella cosiddetta Grotta di Achbinico, che si trova dietro l'attuale basilica. Questa grotta ha ospitato anche un cimitero per i devoti cristiani della Vergine. Successive cappelle e chiese sono state costruite in onore della Vergine. Nel 1672 è stato costruito un grande tempio che fu distrutto da un incendio il 15 febbraio 1789. La basilica attuale fu costruito tra il 1949 e il 1959, e fu consacrata il 1º febbraio 1959, in una cerimonia presieduta dal nunzio apostolico in Spagna, monsignor Ildebrando Antoniutti e il vescovo di Tenerife, don Domingo Pérez Cáceres.
Il tempio è stato elevato da papa Benedetto XVI al rango di basilica minore il 24 gennaio 2011 e solennemente consacrato il 2 febbraio dello stesso anno, in coincidenza con la festa della Candelaria.

## Descrizione

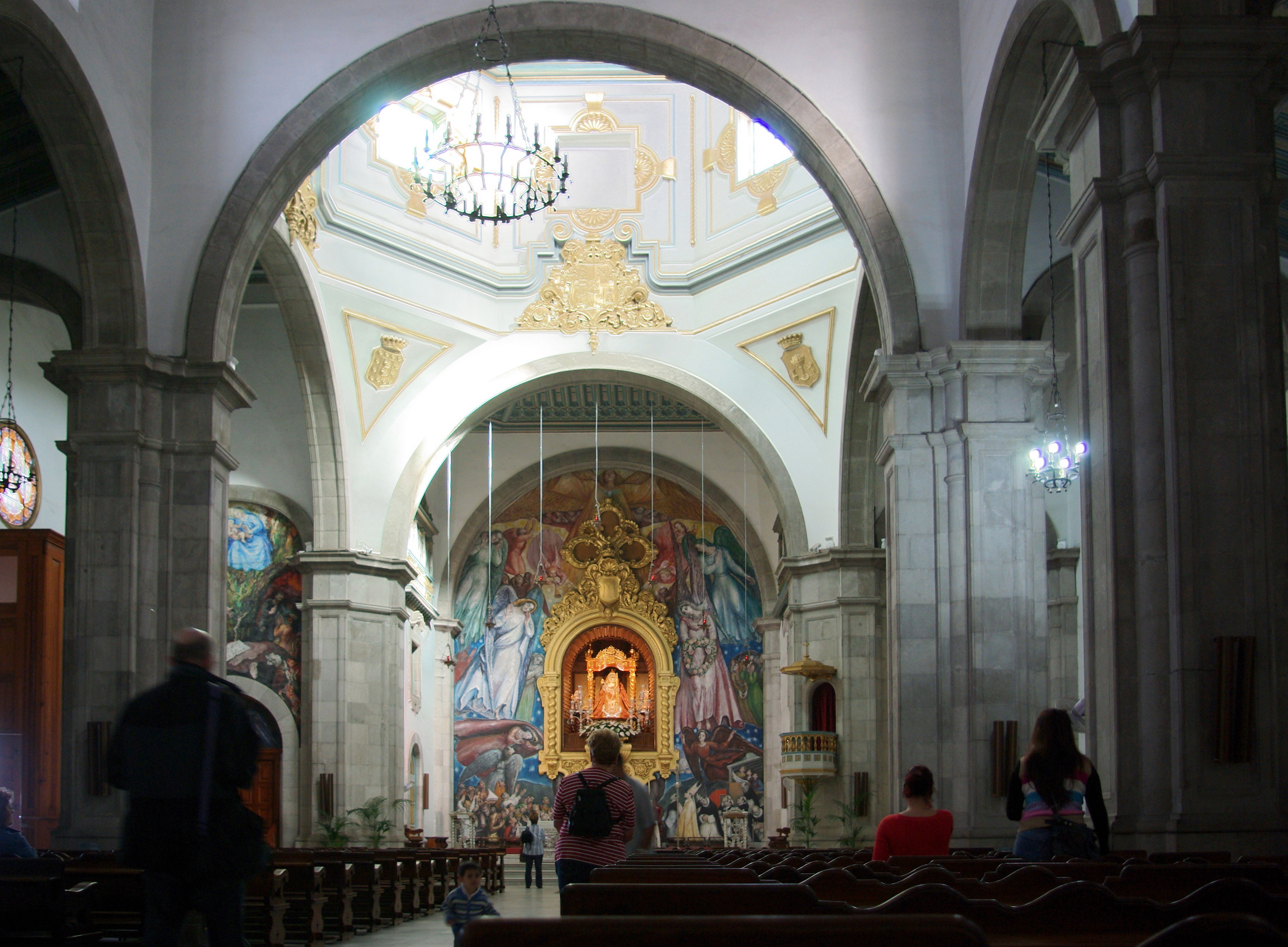
Interno della basilica. Sopra l'altare, la statua della Vergine

La basilica della Candelaria è una chiesa di grandi dimensioni che può ospitare fino a 5 000 persone. La facciata è dominata da due campanili alti 35 metri, mentre il campanile laterale è alto 45 metri. Ha due porte di accesso, quella laterale che si apre sulla piazza e quella principale sul dirupo della Magdalena, dove sorge la fontana dei Pellegrini, opera di Alfredo Reyes Darias, decorata con un grande mosaico che rappresenta uno dei miracoli attribuiti alla Candelaria. La fontana è composta di sette vasche a forma di conchiglia (simbolo del pellegrinaggio) con sette delfini.
La facciata principale di pietra nobile è affiancata da pilastri con capitelli dorici che sostengono un frontone diviso. Spicca il corpo centrale di forma triangolare che culmina in una croce latina. Fra i pilastri si trova un arco in rilievo, la cui chiave di volta è decorata da un medaglione con un bassorilievo vegetale al centro, circondato da una corona di conchiglie in rilievo. Sulla facciata laterale, il rivestimento è in pietra, diviso in tre sezioni separate da pilastri dello stesso materiale, sormontati da pinnacoli gemelli e da tre finestre.
La decorazione interna è di ordine dorico con una policromia simbolica che allude ai toni dei manti della Vergine. Il tamburo è di grande ampiezza e luminosità e vi sono raffigurati gli scudi delle sette isole. Il tetto imita lo stile mudéjar e mostra caratteri simbolici nella sua policromia. Nell'abside si trova l'altar maggiore. Su un lato dell'altare principale vi è la bandiera della Città del Vaticano, riferendosi alla stretta relazione del santuario con il Papa a causa del suo status di basilica minore.
All'interno, in un secondo vestibolo realizzato nel 1974, si trova un piccolo museo con donazioni alla Vergine. Adornano le pareti due dipinti a olio di Dimas Coello e un Cristo di Ruano. Nella navata laterale destra si trova la cappella del Santissimo Sacramento. Incorniciato da un arco a tutto sesto in pietra è esposto uno degli affreschi del pittore di origine cubana José Aguiar che rappresenta l'Ultima Cena. Le porte delle sacrestia sono affiancate da colonnette doppie. Le vetrate laterali raffigurano l'incontro dell'effigie con i pastori e il trasporto dei pastori verso il mencey. Sono opera del pittore Carlos Chevilly. Sovrasta l'architrave della porta un arco in rilievo entro cui si ammira un affresco con san Pedro de Bethencourt, opera di Aguiar.
Un'altra delle cappelle della basilica è la cappella del Santo Cristo della Riconciliazione; la cappella è dedicata alle confessioni e si distingue perché ospita una scultura imponente del Cristo crocifisso eseguito nel 1936 dallo scultore Ricardo Rivera Martínez. Questo Cristo si basa sull'uomo della Sindone di Torino (Italia), e mostra i chiodi conficcati nelle mani all'altezza dei polsi. Ancora nella basilica si trova la sala de las Velas, luogo dove i fedeli portano fiori, accendono candele e fanno richieste.
La navata sinistra è interrotta quasi all'altezza del transetto dalla porta laterale del tempio. Al fondo della navata si trova la porta che dà accesso al camerino della Vergine. Come per la porta della Sacristia si trova un angelo sull'architrave e l'affresco del padre san José de Anchieta fra i due archi, anch'esso opera di Aguiar. Due rampe di salita convergono per culminare in un'ultima rampa. Da qui si arriva a un vestibolo con un altro affresco di questo pittore, con il tema biblico della moltiplicazione dei pani e dei pesci.

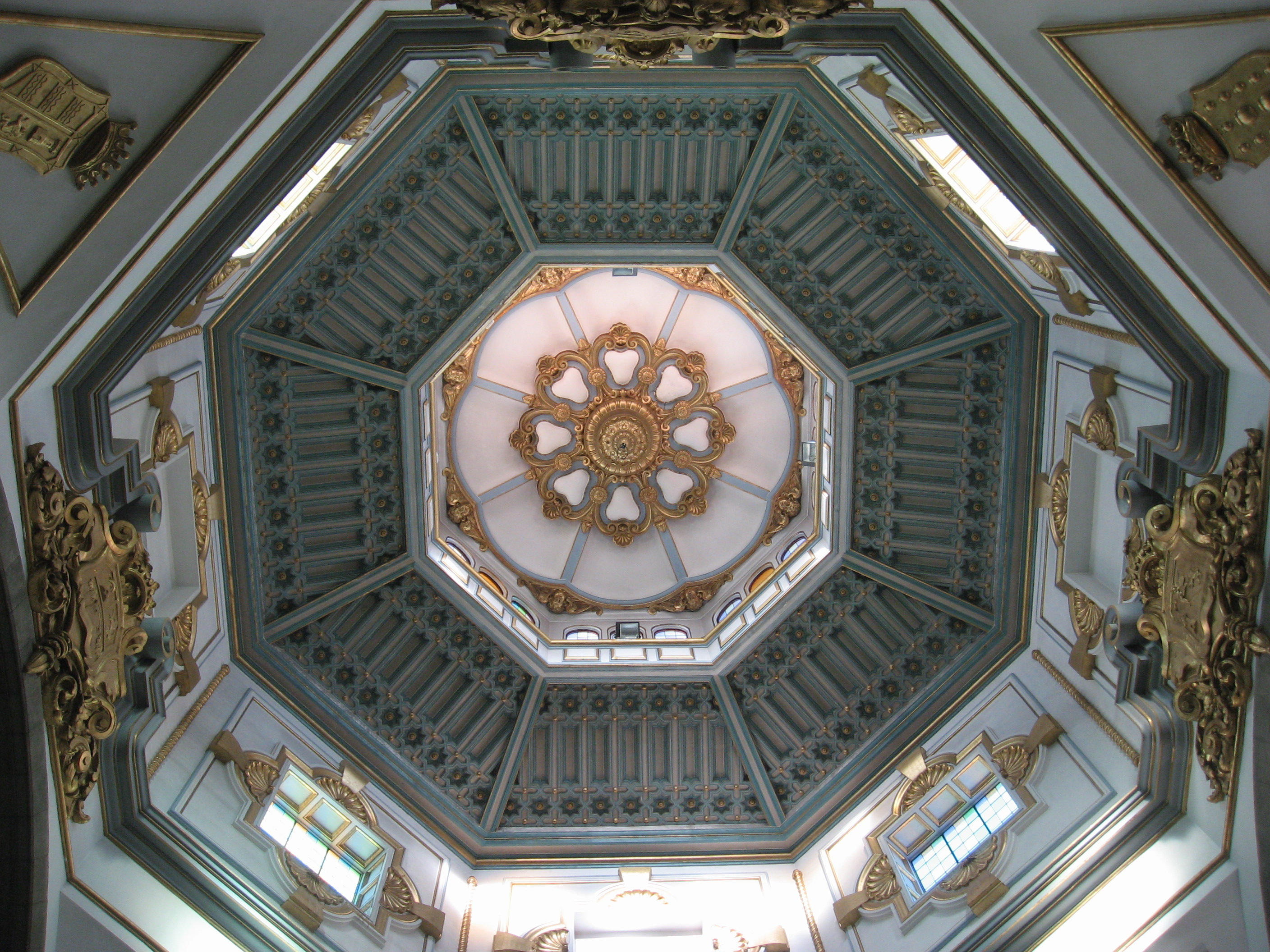
La cupola vista dall'interno

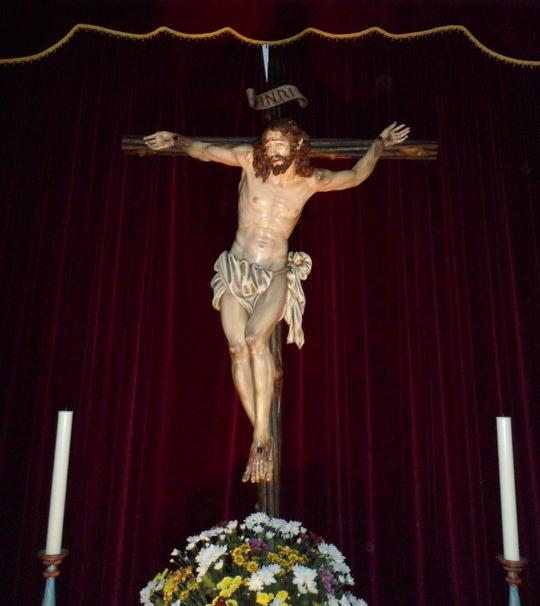
Cristo de la Reconciliación, nella cappella all'interno della basilica

Nell'altar maggiore la mensa è di marmo. Sulle pareti laterali si trova una struttura articolata in gradini successivi di porta, finestra e balconata. La nicchia del camerino è incorniciata da un arco a tutto sesto di pietra che riposa su pilastri con capitello dorico. Il monumentale affresco del presbiterio, che ricopre il fondo della basilica, è sempre opera di Aguiar. Presenta due piani, uno terrestre e l'altro celeste, entrambi con grandi figure allegoriche e reali. Il lato sinistro mostra nella sua parte inferiore nove domenicani guidati dal vescovo Pérez Cáceres. Lo corona come asse centrale lo Spirito Santo in forma di colomba, diciannove figure in atteggiamento devozionale supplicano clemenza.
Gli affreschi denunciano un'estetica propagandistica con un simbolismo magniloquente con risvolti espressionisti. Il fondo delle due navate laterali è decorato con pitture a olio di Manuel Martín González: la Terra di Chinguaro e la Spiaggia de Chimisay, che plasmano il paesaggio arido del sud dell'isola.
L'esterno della basilica fu progettato nel 1958 dall'ingegner Juan de la Roche: un'ampia spianata. Sul lungomare le vecchie statue dei mencey su plinti di basalto sono state sostituite recentemente con altre di José Abad, più monumentali e realistiche.
Accanto alla basilica, nel lato posteriore verso il mare, si trova il convento domenicano, restaurato negli anni sessanta del XX secolo in stile "neocanario" e articolato intorno a un chiostro di pianta quadrata, su cui si aprono le diverse sale conventuali (museo, sala conferenze, biblioteche, sala per le visite, sala riunioni). Al piano superiore sono ubicate le camere dei frati, l'oratorio, la biblioteca, la cucina e il refettorio. Come elemento architettonico di spicco si nota la porta laterale di pietra, di struttura architravata, che riposa su semicolonne corinzie.